# Galicische Sprache
Die galicische Sprache (Galicisch), auch galegische Sprache (Galegisch) (galicisch und portugiesisch galego; spanisch gallego), gehört zum iberoromanischen Zweig der romanischen Sprachen und wird im Nordwesten der Iberischen Halbinsel von rund drei Millionen Menschen gesprochen. Politisch hat sie den Status einer Minderheitensprache in Spanien; in der Autonomen Region Galicien ist sie seit 1982 als normierte Amtssprache neben dem Spanischen in Gebrauch. Sie ist darüber hinaus in einigen angrenzenden Landstrichen verbreitet, die zu den Provinzen Asturien, León und Zamora gehören. Galicisch ist eng mit seinen iberoromanischen Nachbarsprachen verwandt, namentlich mit dem Spanischen (Kastilischen) und noch enger mit dem Portugiesischen, mit dem es ursprünglich eine Einheit bildete (die galicisch-portugiesische Sprache) und typologisch gesehen noch heute einen einheitlichen Sprachblock formt.

## Geschichte

### Entstehung der galicischen Sprache
Die zahlreichen Siedlungskerne indoeuropäischer Volksgruppen (castros), die ab dem 5. Jahrhundert v. Chr. im Nordwesten des heutigen Spaniens existierten, weisen darauf hin, dass in dieser Region bereits vor der römischen Eroberung eine gewisse kulturelle Einheit bestand. In der Römerzeit bildete das Gebiet eine Verwaltungseinheit: die durch Caracallas Reform um 216 n. Chr. geschaffene Hispania Citerior Nova Antonina. Ende des 3. Jahrhunderts wurde selbige unter Diokletian zur eigenen römischen Provinz mit dem Namen Gallaecia erklärt. Es wird davon ausgegangen, dass sich das Galicische aus dem Latein der römischen Kolonisatoren Galiciens entwickelte und bereits ab dem 8. Jahrhundert zwei parallele Sprachsysteme Latein und Galicisch existierten.

### Hoch- und Spätmittelalter

Sprachräumliche Entwicklung Südwesteuropas im 2. Jahrtausend n. Chr.

Im Mittelalter bildete das Galicisch-Portugiesische eine sprachliche Einheit, die allerdings durch die politische Eigenständigkeit Portugals ab Mitte des 12. Jahrhunderts zerbrach. Allmählich entfernte sich das Portugiesische von der Sprache des Nordens und bildete eigenständige Merkmale aus.
Zuvor erlebte das Galicisch-Portugiesische eine Blütezeit als überregionale Literatursprache von hohem kulturellen Prestige, in der iberische Troubadourlyrik aufgeschrieben wurde. Galicisch-Portugiesisch gilt als eine der wichtigsten europäischen Literatursprachen des Hochmittelalters und ist durch Cancioneiros (Liedersammlungen) überliefert. Ab dem 13. Jahrhundert fiel Galicien zunehmend unter kastilischen Einfluss und das Zentrum galicischsprachiger Lyrikproduktion verschob sich an die königlichen Höfe von Portugal und Kastilien. Die Hochphase der nun immer stärker kastilianisierten galicischen Literatursprache fand wenig später ein endgültiges Ende.
Erhaltene Urkunden aus Lebensbereichen wie Wirtschaft und Religion bezeugen, dass das Galicische im 14. und 15. Jahrhundert in Galicien zweifellos als mündliches sowie schriftliches Medium die Sprache aller Bevölkerungsschichten war. Zur Kontaktaufnahme mit dem kastilischen Machtzentrum wurde hingegen das Kastilische verwendet. Diese Diglossie nahm ab dem 15. Jahrhundert infolge der Entmachtung des galicischen Adels weiter zu.

### Die dunklen Jahrhunderte
Ab dem 16. Jahrhundert emigrierte die galicische Landbevölkerung zunehmend aus dem wirtschaftlich unterentwickelten Randgebiet Galicien in Richtung Zentrum und Süden der Iberischen Halbinsel. Dort wurden sie meist als Saisonarbeiter oder niedere Bedienstete eingestellt, wodurch es zum direkten Kontakt der niedrigsten galicischsprachigen mit den höchsten kastilischsprachigen sozialen Gruppen kam. In Spanien entstand daraufhin ein negatives Bild von den Galiciern sowie ihrer Sprache, die gleichermaßen mit Ungebildetheit, Armut und Elend assoziiert wurde, sodass Schriftsteller die Verwendung des Idioms vermieden.
Aufgrund des nahezu vollständigen Verschwindens des Galicischen als geschriebener Sprache wird der Zeitraum zwischen dem 16. und 18. Jahrhundert in der Sprachgeschichtsschreibung als os séculos escuros („die dunklen Jahrhunderte“) bezeichnet. Der Gebrauch des Galicischen blieb auf die mündliche Kommunikation beschränkt, während für Verschriftlichungen im literarischen, fachlichen und offiziellen Bereich fast ausschließlich das Kastilische verwendet wurde. Dies war die Sprache der geistigen Eliten, die wegen fehlender Karrieremöglichkeiten aus der galicischen Heimat in die kastilischen Machtzentren abwanderten.
Einige der wenigen heute verfügbaren Informationen zur galicischen Sprache des 18. Jahrhunderts sind den Werken von Martín Sarmiento zu verdanken. Der Benediktinermönch und Universalgelehrte unternahm mehrere Galicienreisen, auf denen er empirische Studien zur galicischen Onomastik und Lexik durchführte. Seine Arbeiten wurden jedoch nicht von ihm selbst, sondern erst von dem spanischen Linguisten Pensado in den 1960er und 70er Jahren publiziert.

### Sprachlich-literarische Wiedergeburt:Rexurdimento
Seit dem Ende des 18. Jahrhunderts entdeckte man in Galicien und anderen Gebieten Westeuropas die Bedeutung der lokalen Sprache und Geschichte. Die Beschäftigung mit der galicischen Kultur und die Suche nach der eigenen Identität hatten zur Folge, dass das regionale Selbstbewusstsein wuchs. Schon bald wurden Forderungen nach mehr Autonomie gegenüber Kastilien laut.
Mit der Publikation des ersten Gedichtbandes von Rosalía de Castro (Cantares gallegos) um 1863 begann das eigentliche Rexurdimento (von galicisch rexurdir ‚wiedersprießen‘). Die Autorin wollte mit dem bis heute bekanntesten Buch der galicischen Literatur einerseits ihre Heimat darstellen und andererseits deren Sprache würdigen. Auch die Lyriker Curros Enríquez (Aires da miña terra, 1880) und Eduardo Pondal (Queixumes dos pinos, 1886) verfolgten mit ihren Werken das Ziel, Galicisch zu einer anerkannten und kultivierten Sprache weiterzuentwickeln. Generell beschränkte sich ihr Gebrauch als geschriebene Sprache jedoch auf die Literatur, insbesondere auf die Lyrik, während Kastilisch die offizielle und wissenschaftliche Schriftsprache blieb.
Mit der literarischen Verwendung des Galicischen waren zudem einige Schwierigkeiten verbunden. So mussten für abstrakte Begriffe häufig Kastellanismen benutzt werden, weil der galicische Wortschatz fast nur auf die Umgangssprache sowie bestimmte Berufszweige zugeschnitten war. Darüber hinaus fehlte dem jahrhundertelang lediglich gesprochenen Galicischen eine Norm, die Bereiche wie Orthographie und Syntax verbindlich regelt.

### Die Zeit der Franco-Diktatur
Zu Beginn des 20. Jahrhunderts wurde das Galicische erstmals von Intellektuellen, die meist aus der kastilisch sprechenden Oberschicht stammten und einen galeguismo vertraten, für Texte wie Prosastücke, Dramen und Essays verwendet. Man bemühte sich auch um den mündlichen, nicht-umgangssprachlichen Gebrauch des Idioms. Des Weiteren trug die Gründung verschiedener Gruppen, die sich für die Förderung ihrer Sprache in allen öffentlichen und privaten Bereichen einsetzten, zum allgemeinen Aufschwung des Galicischen bei. Beispiele hierfür sind die 1916 entstandene Organisation Irmandades da Fala sowie das 1923 gegründete Seminario de Estudos Galegos.
In der Zweiten Republik wurde das Galicische in einem Autonomiestatut zur offiziellen Sprache erklärt. Infolge des Ausbruchs des Bürgerkriegs wurde dieses Statut allerdings nie umgesetzt. Nach dem Sieg des selbst in Galicien geborenen Generals Francisco Franco, dessen diktatorische Herrschaft von der zentralistischen Doktrin des spanischen Einheitsstaats geprägt war, wurde der offizielle Gebrauch aller nicht-kastilischen Idiome verboten. Viele Schriftsteller unterbrachen daraufhin ihre literarische Betätigung, schrieben auf Kastilisch weiter oder emigrierten ins Ausland, vor allem nach Lateinamerika, wo starke galicische Auswanderergemeinschaften existierten.
In den 50er Jahren bewirkte Spaniens Eintritt in die UNESCO eine leichte Lockerung der sprachpolitischen Verhältnisse und eine intellektuelle Minderheit bemühte sich erneut um die Wiederbelebung der galicischen Sprache. Infolge der Gründung des Verlagshauses Galaxia im Jahre 1951 erschienen erstmals wieder galicische Texte wie Romane oder philosophische Publikationen. Die Pressezensur verhinderte dies jedoch zeitweise. 1962 wurde in Vigo der Gedichtband Longa noite de pedra von Celso Emilio Ferreiro veröffentlicht, der die Lust des Autors an seiner Muttersprache, aber auch den Widerstand gegen den integristischen Zentralismus thematisierte und in ganz Spanien hohe Bekanntheit erlangte.

### Legalisierung und Normenstreit
Nach dem Tod Francos und mit der Verfassung von 1978 wurde die Sprachenvielfalt des Landes als schützenswertes Kulturerbe angesehen. Galicien erhielt (wie Katalonien und das Baskenland) den Sonderstatus einer nacionalidad histórica und das Galicische erlangte (analog zu Katalanisch und Baskisch) einen kooffiziellen Status neben dem Kastilischen. Weitere Schritte waren das Autonomiestatut Galiciens von 1981 und das „Gesetz zur sprachlichen Normalisierung“ (Lei de normalización lingüística) von 1983. Das Galicische wurde dem Kastilischen damit offiziell gleichgestellt: als Sprache des öffentlichen Lebens, der lokalen Verwaltung und des Unterrichts.
Im Jahre 1985 erfolgte die Gründung der öffentlichen Radio- und Fernsehsender Radio Galega und Televisión de Galicia. Im Bereich der Printmedien ist die ab 1977 regelmäßig erscheinende Wochenzeitung A Nosa Terra zu nennen. Die Produktion der galicischsprachigen Bücher hat seit 1980 stetig zugenommen und umfasst sämtliche Genres von Belletristik bis Fachliteratur. Letztere spielt unter anderem eine große Rolle im Bildungssektor, wo das Galicische heute als Schulfach und Studiengang sowie als Unterrichtssprache für weitere Fächer üblich ist.
Ein noch immer nicht endgültig abgeschlossener Prozess, der bis heute zu kontroversen Auseinandersetzungen führt, ist die Herausbildung eines einheitlichen galicischen Standards. Dabei geht es vor allem um orthografische, aber auch um morphologische, lexikalische, kulturelle und politische Fragen. Die sogenannten Reintegrationisten setzen sich für die Wiedereingliederung des Galicischen in den portugiesischen Sprachraum ein und betrachten Galicisch und Portugiesisch als Varietäten einer gemeinsamen Sprache. Das Vokabular des galego reintegrado soll daher möglichst von seinen Wurzeln in der galicisch-portugiesischen Sprachfamilie hergeleitet werden und orientiert sich bezüglich seiner Schreibweise an der aktuellen portugiesischen Orthografie. Diese Position wird unter anderem von der 2002 gegründeten Zeitschrift Novas da Galiza vehement vertreten. Demgegenüber haben sich die Autonomisten die Etablierung des Galicischen als eigenständige romanische Sprache neben dem Portugiesischen und dem Kastilischen zum Ziel gesetzt. Sie argumentieren, Galicien und Portugal hätten sich aufgrund ihrer jahrhundertelangen Trennung sowohl kulturell als auch sprachlich so weit voneinander entfernt, dass eine Integration des Galicischen in den lusophonen Sprachraum nicht möglich sei. Zudem könne das Galicische nur als autonome Sprache (galego identificado) dauerhaft erhalten bleiben. Der Autonomismus, der die offizielle Sprachenpolitik der Regionalregierung bestimmt und sich in der 1982 entstandenen amtlichen Sprachnorm durchgesetzt hat, geht in der Praxis allerdings mit deutlichen orthografischen und morphologischen Annäherungen an das Spanische einher. Er kommt damit der nationalitätenpolitischen Linie der konservativen Volkspartei entgegen, die Galicien seit Beginn der 1980er Jahre fast ununterbrochen regiert und sprachliche Annäherungen an Portugal als Gefahr für die Einheit Spaniens auffasst.
Außer den beiden Hauptpositionen, dem reintegracionismo und dem autonomismo, existieren noch einige weitere Strömungen, besonders innerhalb der Reintegrationisten. Angesichts des bedrohlichen Rückgangs der Sprecherzahlen seit der Jahrtausendwende hat sich inzwischen auch eine vermittelnde Strömung gebildet, die postura intermedia, die einen lagerübergreifenden Kompromiss zur Rettung der galicischen Sprache anstrebt.

## Verwendung

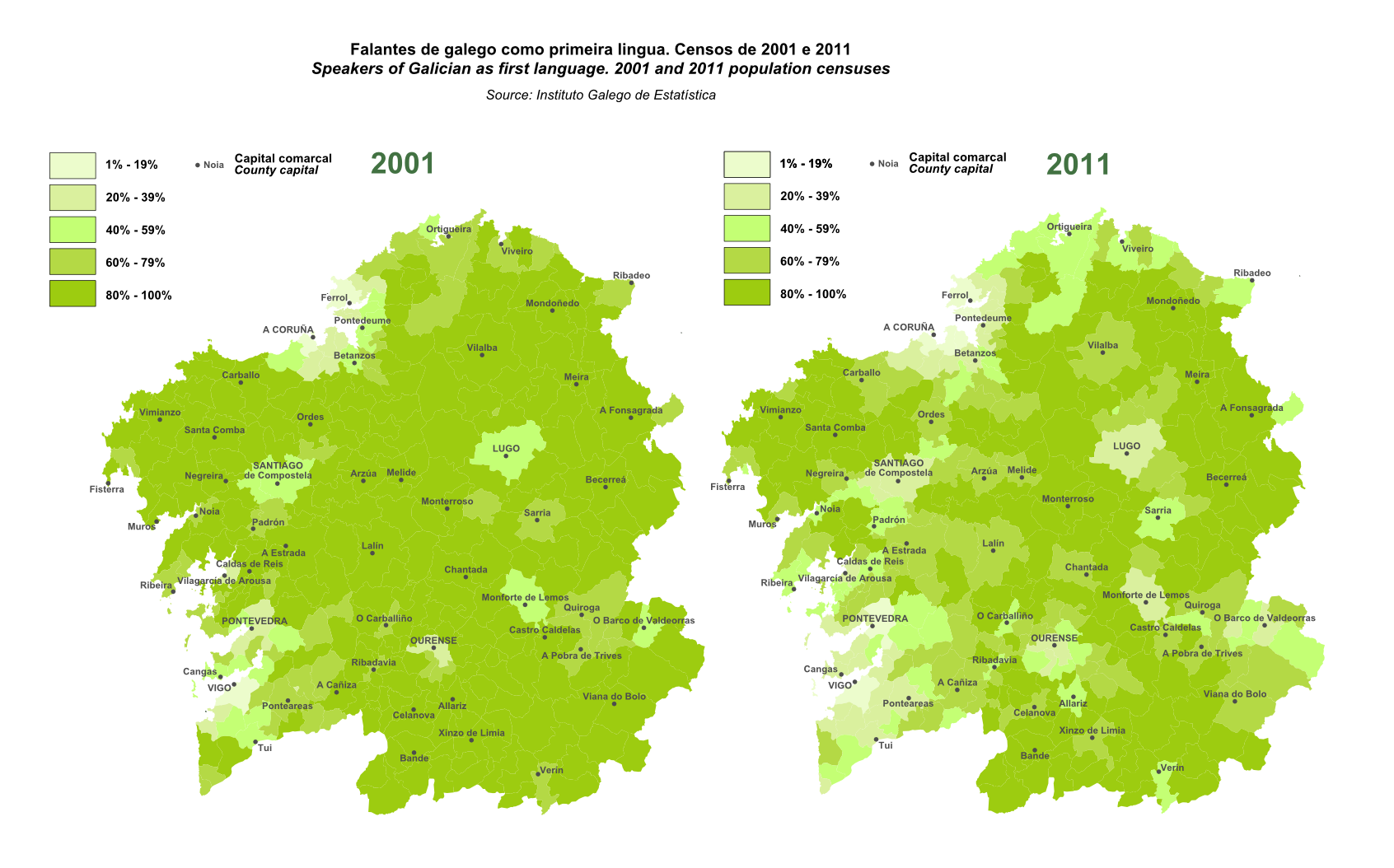
Anteil der Bevölkerung in der Region Galicien, die Galicisch als erste Sprache verwendet

Im Vergleich zu anderen spanischen Regionen liegt die Sprecherzahl der lokalen Sprache in Galicien relativ am höchsten. Dies kann vor allem mit der verhältnismäßig homogenen Bevölkerung aufgrund der geographischen Randlage Galiciens begründet werden. Mehr als 90 % der Bewohner erklären, Galicisch zu verstehen, und etwa zwei Drittel verwenden es nach eigener Aussage hauptsächlich. Die Zahl der einsprachigen Galicischsprecher sinkt aber mit abnehmendem Alter und zunehmender Urbanität.
Heutzutage ist das Galicische stark mit dem Kastilischen vermischt. Das liegt unter anderem daran, dass alle Sprecher mit der kastilischen Kontaktsprache weitestgehend vertraut sind und Interferenzen nicht aufgrund von Unverständnis oder ähnlichen Abgrenzungsmechanismen korrigiert werden. Außerdem verlieren die traditionellen Wirtschaftszweige wie Landwirtschaft oder Fischerei, in denen Einsprachige oftmals noch tätig sind, zunehmend an Bedeutung. Trotz der mehrheitlich positiven Einstellung der Bevölkerung gegenüber der galicischen Sprache ist deren dauerhafte Existenz also nicht abgesichert.

## Klassifizierung
Lange Zeit herrschte Uneinigkeit darüber, ob es sich beim Galicischen um eine Sprache oder um einen Dialekt handelt. In den meisten einschlägigen Werken der deutschen Romanistik aus dem 19. Jahrhundert wird es als Dialekt des Portugiesischen ausgewiesen. Dies hängt damit zusammen, dass sich die wenigen existierenden Studien überwiegend mit dem Galicisch des Mittelalters befassten und Entwicklungen der letzten hundert Jahre unbeachtet blieben. Argumentiert wurde dabei mit dem nur geringen linguistischen Abstand zwischen dem Galicischen und dem Portugiesischen sowie ihrer gemeinsamen Vergangenheit und kulturellen Zusammengehörigkeit.
Auch in Galicien selbst war man einige Zeit lang der Auffassung, dass das dort verbreitete Idiom einen Dialekt darstellt. Schließlich verfügte das Galicische über kein besonders hohes Prestige und war auf bestimmte Kommunikationssituationen beschränkt. Zudem hielt man es in Teilen der Bevölkerung aufgrund seiner sprachlich-strukturellen Gemeinsamkeiten mit dem Kastilischen und der fehlenden normierten Standardform für eine ländliche Mundart des Kastilischen.
In Artikel 5 des 1981 in Kraft getretenen Autonomiestatuts Galiciens heißt es: A lingua propia de Galicia é o galego („Das Galicische ist die eigene Sprache Galiciens“). Heute ist man sich innerhalb sowie außerhalb Galiciens einig darüber, dass Galicisch eine eigenständige romanische Sprache ist. Dies beruht weniger auf dem linguistischen Abstand zum Portugiesischen und zum Kastilischen, sondern vor allem auf seinem autonomen Sprachausbau. Beim Galicischen handelt es sich daher um eine Ausbausprache.

## Dialektale Gliederung
Obwohl das Galicische nur geringe dialektale Variationen aufweist, kann man zwischen drei Dialektgruppen unterscheiden: dem Ostgalicischen, dem Zentralgalicischen und dem Westgalicischen. Die Unterschiede liegen im phonetisch-phonologischen sowie im morphologischen Bereich, beispielsweise in Bezug auf das Vorhandensein der gheada (nur im Westgalicischen) oder in Hinblick auf die Pluralformen der auf -l bzw. -n endenden Substantive, wie zum Beispiel can „Hund“ (Wegfall des Konsonanten im Zentralgalicischen: cas „Hunde“; Endung auf -is im Ostgalicischen: cais; Erhalt des Konsonanten im Südwestgalicischen: cans, aber Wegfall des Konsonanten im Nordwestgalicischen: cas). Wegen der vereinzelt bestehenden dialektalen Differenzen zwischen dem nördlichen und dem südlichen Gebiet innerhalb Westgaliciens wird manchmal auch eine vierteilige Gliederung der Dialektzonen vorgenommen.

## Sprachvergleich zum Kastilischen und Portugiesischen

### Phonetik

#### Vokalsystem
Das Galicische verfügt über sieben Vokalphoneme: /a/, /e/, /ɛ/, /i/, /o/, /ɔ/, /u/. Anders als im kastilischen Lautsystem werden außer den fünf Kardinalvokalen a, e, i, o und u auch verschiedene Öffnungsgrade von e und o unterschieden. Der Öffnungsgrad dieser Tonvokale ist beispielsweise in den folgenden beiden Minimalpaaren bedeutungsunterscheidend: vés /bɛs/ „du kommst“ – ves /bes/ „du siehst“ sowie óso /ɔso/ „Knochen“ – oso /oso/ „Bär“.
|                 | Vorne | Zentral | Hinten |
| --------------- | ----- | ------- | ------ |
| Geschlossen     | /i/   |         | /u/    |
| Halbgeschlossen | /e/   |         | /o/    |
| Halboffen       | /ɛ/   |         | /ɔ/    |
| Offen           |       | /a/     |        |

Neben den im kastilischen Lautsystem existenten umfasst das galicische System noch zwei weitere Diphthonge: ou (z. B. ouro „Gold“) und ei (z. B. xaneiro „Januar“). Anhand dieser Wortbeispiele lässt sich des Weiteren zeigen, dass das Galicische die lateinische Lautung mitunter konserviert hat, während das Kastilische innovative Elemente aufzeigt (lat. aurum „Gold“ > gal. ouro; kastil. oro und lat. Ianuarius „Januar“ > gal. xaneiro; kastil. enero). Allerdings gibt es auch Fälle, bei denen sich das Galicische vom Latein weiterentwickelt hat, während das Kastilische noch archaische Strukturen enthält (z. B. hinsichtlich des intervokalischen -n-: lat. luna „Mond“ > gal. lua; kastil. luna).
Im Gegensatz zum Portugiesischen gibt es im Galicischen mit Ausnahme einer Varietät im östlichen Teil Galiciens keine Nasalvokale. Stattdessen gehen die Vokale üblicherweise velaren Nasalkonsonanten voraus (z. B. camión [kaˈmjoŋ] „Lastwagen“). Ein weiterer Unterschied zum Portugiesischen betrifft dessen Realisierung des endsilbigen, unbetonten o als [u] sowie e als [ə], was im Galicischen eher selten auftritt (z. B. gal. viño [ˈbiɲo] „Wein“, o > [o]; port. vinho [ˈviɲu] sowie gal. arte [ˈarte] „Kunst“, e > [e]; port. arte ['artə]).

#### Konsonantensystem
|             | Okklusiv | Okklusiv | Frikativ | Frikativ | Affrikativ | Affrikativ | Nasal   | Liquid  | Liquid  |
| stlos       | sthaft   | stlos    | sthaft   | stlos    | sthaft     |            | lateral | vibrant |         |
| ----------- | -------- | -------- | -------- | -------- | ---------- | ---------- | ------- | ------- | ------- |
| Bilabial    | /p/      | /b/      |          |          |            |            | /m/     |         |         |
| Labiodental |          |          | /f/      |          |            |            |         |         |         |
| Dental      | /t/      | /d/      | /θ/      |          |            |            |         |         |         |
| Alveolar    |          |          | /s/      |          |            |            | /n/     | /l/     | /r/ /ɾ/ |
| Palatal     |          |          | /ʃ/      |          | /ʧ/        |            | /ɲ/     | /ʎ/     |         |
| Velar       | /k/      | /g/      |          |          |            |            | /ŋ/     |         |         |

Zu den Besonderheiten im galicischen Konsonantensystem zählen das velare Nasalphonem /ŋ/ (z. B. unha [ˈuŋa] „eins“) sowie der palatale Sibilant /ʃ/ (z. B. xoven [ˈʃɔβeŋ] „jung“). Ein im Westen Galiciens verbreitetes Phänomen ist die sogenannte gheada, die aspirierte oder velar-frikative Aussprache von /g/ (z. B. galego [haˈleho] „galicisch“). Es handelt sich dabei um eine stigmatisierte Sprachform und gilt in Galicien zum einen als bäuerlich und vulgär, zum anderen jedoch als Abgrenzung vom Kastilischen.
Obwohl das Galicische eine enge systematische Verwandtschaft mit dem Portugiesischen aufweist, hatten sich die beiden Varietäten im Laufe der Geschichte nachweislich auseinanderentwickelt. Neben den bereits genannten Unterschieden betrifft dies beispielsweise die Phase der Desonorisierung. Abweichend vom Portugiesischen, das die Opposition zwischen stimmlosen und stimmhaften Sibilanten bewahrt hat, existieren im Galicischen keine stimmhaften Sibilanten mehr. Im Bereich des phonologischen Systems lässt sich insgesamt feststellen, dass das Galicische eine größere Nähe zum Kastilischen besitzt als zum Portugiesischen.

### Morphosyntax
Im Bereich der Morphologie und vor allem der Syntax entspricht die Grammatik des Galicischen in hohem Maße der des Portugiesischen.

#### Artikel
Bestimmter Artikel:
|          | Femininum | Maskulinum |
| -------- | --------- | ---------- |
| Singular | a         | o          |
| Plural   | as        | os         |

Beispiel: a muller (die Frau), os homes (die Männer)
Die Form des bestimmten Artikels stimmt im Galicischen und Portugiesischen überein. Im Galicischen existiert zudem eine zweite Variante des bestimmten Artikels, dessen allomorphe Form -lo(s), -la(s) nur nach den Endkonsonanten -r oder -s verwendet wird (z. B. come-lo caldo „die Suppe essen“).

Unbestimmter Artikel:
|          | Femininum | Maskulinum |
| -------- | --------- | ---------- |
| Singular | unha      | un         |
| Plural   | unhas     | uns        |

Beispiel: unha muller (eine Frau), uns homes (einige Männer)

Artikelpräpositionen:
Ähnlich wie im Portugiesischen werden einige Präpositionen mit nachfolgenden Artikeln zusammengezogen.
Präposition + bestimmter Artikel:
|                  | Singular / Plural | Singular / Plural |
| Femininum        | Maskulinum        |                   |
| ---------------- | ----------------- | ----------------- |
| a (zu, nach)     | á / ás            | ó / ós            |
| de (von, aus)    | da / das          | do / dos          |
| por (durch, für) | pola / polas      | polo / polos      |
| con (mit)        | coa / coas        | co / cos          |
| en (in, auf)     | na / nas          | no / nos          |

Beispiel: Vou ó médico. (Ich gehe zum Arzt.)
Präposition + unbestimmter Artikel:
|               | Singular / Plural | Singular / Plural |
| Femininum     | Maskulinum        |                   |
| ------------- | ----------------- | ----------------- |
| de (von, aus) | dunha / dunhas    | dun / duns        |
| en (in, auf)  | nunha / nunhas    | nun / nuns        |

Beispiel: Traballo nun taller. (Ich arbeite in einer Werkstatt.)

#### Pronomen
Personalpronomen:
| Nominativ (als Subjekt) | Ablativ (nach Präpositionen) | Dativ (indirektes Objekt) | Akkusativ (direktes Objekt) |         |
| ----------------------- | ---------------------------- | ------------------------- | --------------------------- | ------- |
| 1.P.Sg.                 | eu                           | min                       | me                          | me      |
| 2.P.Sg.                 | ti                           | ti                        | che                         | te      |
| 3.P.Sg.                 | el / ela / vostede           | el / ela / vostede        | lle                         | o / a   |
| 1.P.Pl.                 | nós                          | nós                       | nos                         | nos     |
| 2.P.Pl.                 | vós                          | vós                       | vos                         | vos     |
| 3.P.Pl.                 | eles / elas / vostedes       | eles / elas / vostedes    | lles                        | os / as |

Anders als dessen Nachbarsprachen bewahrt das Galicische die Unterscheidung zwischen direktem und indirektem Objektpronomen der 2.P.Sg. (te/ che).
Wie im europäischen Portugiesisch werden die unbetonten Personalpronomen in bejahten Aussagesätzen direkt an die gebeugte Verbform angehängt (z. B. Envíovos as chaves „Ich schicke euch die Schlüssel“). In verneinten Aussagesätzen (z. B. Non o coñezo „Ich kenne ihn nicht“) sowie in Fragesätzen (z. B. ¿Que che dixo? „Was hat er dir gesagt?“) nimmt das persönliche Fürwort hingegen eine proklitische Position ein.
Possessivpronomen:
Die Possessivpronomen stehen im Galicischen, wie meist auch im Portugiesischen, mit dem bestimmten Artikel (z. B. a miña amiga „meine Freundin“; os vosos cans „eure Hunde“).
|           | Singular / Plural | Singular / Plural |
| Femininum | Maskulinum        |                   |
| --------- | ----------------- | ----------------- |
| 1.P.Sg.   | a miña / as miñas | o meu / os meus   |
| 2.P.Sg.   | a túa / as túas   | o teu / os teus   |
| 3.P.Sg.   | a súa / as súas   | o seu / os seus   |
| 1.P.Pl.   | a nosa / as nosas | o noso / os nosos |
| 2.P.Pl.   | a vosa / as vosas | o voso / os vosos |
| 3.P.Pl.   | a súa / as súas   | o seu / os seus   |

#### Verben
Wie im Kastilischen und Portugiesischen unterscheidet man im Galicischen zwischen drei Konjugationsklassen. Bei weitgehender Übereinstimmung der Verbalsysteme bestehen dennoch einige Unterschiede in den Formen (z. B. in der 2.P.Pl. des Präsens sowie in der 2.P.Sg. des Perfekts).
Präsens:
|         | a-Konjugation (z. B. falar „sprechen“) | e-Konjugation (z. B. entender „verstehen“) | i-Konjugation (z. B. abrir „öffnen“) |
| ------- | -------------------------------------- | ------------------------------------------ | ------------------------------------ |
| 1.P.Sg. | falo                                   | entendo                                    | abro                                 |
| 2.P.Sg. | falas                                  | entendes                                   | abres                                |
| 3.P.Sg. | fala                                   | entende                                    | abre                                 |
| 1.P.Pl. | falamos                                | entendemos                                 | abrimos                              |
| 2.P.Pl. | falades                                | entendedes                                 | abrides                              |
| 3.P.Pl. | falan                                  | entenden                                   | abren                                |

Viele häufig benutzte Verben weisen unregelmäßige Formen auf (z. B. ter „haben“: teño/ tes/ ten/ temos/ tedes/ teñen).
Präteritum:
Die wichtigsten Formen des Präteritums sind das historische Perfekt und das Imperfekt. Gegenüber dem Kastilischen bevorzugen die galicische sowie die portugiesische Sprache synthetisch gebildete Tempora (z. B. kastil. Todavía no ha llegado „Er/sie ist noch nicht angekommen“; gal. Aínda non chegou). Typisch für das Galicische ist aber auch dessen Reichtum an weniger grammatikalisierten Verbalperiphrasen (z. B. ter + Partizip: teño escrito „ich habe geschrieben“).
Beispiele der regelmäßigen Bildung des historischen Perfekts:
|         | a-Konjugation (z. B. falar „sprechen“) | e-Konjugation (z. B. entender „verstehen“) | i-Konjugation (z. B. abrir „öffnen“) |
| ------- | -------------------------------------- | ------------------------------------------ | ------------------------------------ |
| 1.P.Sg. | falei                                  | entendín                                   | abrín                                |
| 2.P.Sg. | falaches                               | entendiches                                | abriches                             |
| 3.P.Sg. | falou                                  | entendeu                                   | abriu                                |
| 1.P.Pl. | falamos                                | entendimos                                 | abrimos                              |
| 2.P.Pl. | falastes                               | entendistes                                | abristes                             |
| 3.P.Pl. | falaron                                | entenderon                                 | abriron                              |

Mit dem historischen Perfekt werden abgeschlossene Handlungen und nacheinander abgelaufene Aktionen ausgedrückt.
Beispiel: Onte fomos a un bar, bebimos unha cervexa e despois vimos unha película no cinema. (Gestern gingen wir in eine Kneipe, tranken ein Bier und sahen danach im Kino einen Film.)
Die Formen des Imperfekts entsprechen denen des Kastilischen, mit Ausnahme der 2.P.Pl. (gal. -abades / -iades / -iades; kastil. -abais / -íais / -íais). Es wird für immer wiederkehrende Handlungen und Zustandsbeschreibungen im Präteritum verwendet.
Beispiel: Antes traballaba en Ourense. „Früher habe ich in Ourense gearbeitet.“
Futur:
Das Galicische verfügt, ebenso wie dessen Nachbarsprachen, über zwei Arten des Futurs, von denen lediglich die auf dem Verb ir + Infinitiv basierende Form in der Umgangssprache verwendet wird (z. B. gal. Imos falar con ela mañá „Wir werden morgen mit ihr sprechen“; kastil. Vamos a hablar con ella mañana).

### Lexik
Der galicische Wortschatz verfügt über eine Vielzahl von Kastellanismen. Das liegt vor allem daran, dass dem dialektalen Galicisch eine Zeit lang die eigene Innovationskraft fehlte und deshalb den neu entstandenen Ausdrucksbedürfnissen, zum Beispiel im Bereich moderner Technik, durch die Übernahme von Kastellanismen entgegengekommen wurde. Die heutige Sprachplanung ist nun bemüht, diese Kastellanismen zu ersetzen, indem traditionell galicische Formen wiederbelebt oder neue galicische Begriffe geprägt werden.
Dem Portugiesischen ist der galicische Wortschatz ebenfalls sehr ähnlich. Allerdings gibt es im Galicischen viele Wörter, die im Portugiesischen bereits als veraltet gelten oder überhaupt nicht mehr gebräuchlich sind (z. B. gal. billa „Schlüssel“, gal. brétema „Nebel“). Darüber hinaus gibt es einige Begriffe, die zwar in beiden Varietäten eine identische oder ähnliche Form aufweisen, sich in ihrer Bedeutung jedoch voneinander unterscheiden (z. B. coche gal. „Auto“, port. „Kutsche“; almorzo gal. „Frühstück“, almoço port. „Mittagessen“).

### Textbeispiel
Auf Deutsch aus „Der Kleine Prinz“:
Ach, kleiner Prinz, so nach und nach habe ich dein kleines schwermütiges Leben verstanden. Lange Zeit hast du, um dich zu zerstreuen, nichts anderes gehabt als die Lieblichkeit der Sonnenuntergänge. Das erfuhr ich am Morgen des vierten Tages, als du mir sagtest: Ich liebe die Sonnenuntergänge sehr.
Auf Galicisch aus O Principiño:
¡Ah, meu principiño, así fun comprendendo eu, pouquiño a pouco, a túa vidiña melancólica! Durante moito tempo non tiveches outra distracción que a dozura que sentías ó contemplar o solpor. Aprendín este novo detalle cando na mañá do cuarto día me dixeches: Gústame moito o solpor.
Auf Kastilisch aus El Principito:
¡Ah, principito! Así, poco a poco, comprendí tu pequeña vida melancólica. Durante mucho tiempo tu única distracción fue la suavidad de las puestas de sol. Me enteré de este nuevo detalle, en la mañana del cuarto día, cuando me dijiste: Me encantan las puestas de sol.
Auf Portugiesisch aus O Principezinho:
Ah, principezinho! Assim fui conhecendo, aos poucos, a tua melancólica vidinha! Durante muito tempo, a tua única distração foi a beleza dos crepúsculos. Fiquei a sabê-lo na manhã do quarto dia, quando me disseste: Gosto muito dos pores do sol.